# Discografia de Saxon (banda)
Discografia completa da banda inglesa de heavy metal Saxon.
Durante sua extensa carreira musical de quase 40 anos, o Saxon lançou vinte e um álbuns de estúdio, oito albuns ao vivo, treze coletaneas, trinta singles, oito vídeos, dezenove videoclipes, e um filme.

## Álbuns de estúdio
| Ano  | Álbum                                                                        | Posição nas paradas | Posição nas paradas | Posição nas paradas | Posição nas paradas | Posição nas paradas | Posição nas paradas | Posição nas paradas | Posição nas paradas | Posição nas paradas | Posição nas paradas | Certificação               |
| Ano  | Álbum                                                                        | EUA                 | RU                  | SUE                 | SUI                 | FRA                 | HOL                 | AUT                 | GRE                 | ALE                 | JAP                 | Certificação               |
| ---- | ---------------------------------------------------------------------------- | ------------------- | ------------------- | ------------------- | ------------------- | ------------------- | ------------------- | ------------------- | ------------------- | ------------------- | ------------------- | -------------------------- |
| 1979 | Saxon - Lançamento: 21 de maio - Gravadora: Carrere Records                  | —                   | —                   | —                   | —                   | —                   | —                   | —                   | —                   | —                   | —                   | —                          |
| 1980 | Wheels of Steel - Lançamento: 5 de maio - Gravadora: Carrere                 | —                   | 5                   | 36                  | —                   | —                   | —                   | —                   | —                   | —                   | —                   | Ouro: 100.000 : +1.000.000 |
| 1980 | Strong Arm of the Law - Lançamento: 1 de setembro - Gravadora: Carrere       | —                   | 11                  | 37                  | —                   | 15                  | —                   | —                   | —                   | —                   | —                   | Ouro: 100.000              |
| 1981 | Denim and Leather - Lançamento: 5 de outubro - Gravadora: Carrere            | —                   | 9                   | 21                  | —                   | —                   | 39                  | —                   | —                   | 37                  | —                   | Prata: 60.000              |
| 1983 | Power & the Glory - Lançamento: 21 de março - Gravadora: Carrere             | 155                 | 15                  | 9                   | —                   | —                   | 26                  | —                   | —                   | 28                  | —                   | —                          |
| 1984 | Crusader - Lançamento: 16 de abril - Gravadora: Carrere                      | 174                 | 18                  | 15                  | 26                  | —                   | 16                  | —                   | —                   | 20                  | —                   | —                          |
| 1985 | Innocence Is No Excuse - Lançamento: 2 de setembro - Gravadora: EMI Music    | 133                 | 36                  | 18                  | —                   | —                   | —                   | —                   | 43                  | 33                  | —                   | —                          |
| 1986 | Rock the Nations - Lançamento: 13 de outubro - Gravadora: EMI                | 149                 | 34                  | 26                  | —                   | —                   | —                   | —                   | —                   | 44                  | —                   | —                          |
| 1988 | Destiny - Lançamento: 20 de junho - Gravadora: EMI                           | —                   | 49                  | 30                  | 28                  | —                   | —                   | —                   | —                   | 45                  | —                   | —                          |
| 1991 | Solid Ball of Rock - Lançamento: 4 de fevereiro - Gravadora: Virgin Records  | —                   | —                   | —                   | 28                  | —                   | —                   | —                   | —                   | 23                  | —                   | —                          |
| 1992 | Forever Free - Lançamento: 18 de maio - Gravadora: Virgin                    | —                   | —                   | —                   | —                   | —                   | —                   | —                   | —                   | 58                  | —                   | —                          |
| 1995 | Dogs of War - Lançamento: 14 de agosto - Gravadora: Virgin                   | —                   | —                   | —                   | 43                  | —                   | —                   | —                   | —                   | 55                  | —                   | —                          |
| 1997 | Unleash the Beast - Lançamento: 14 de outubro - Gravadora: CMC International | —                   | —                   | —                   | —                   | —                   | —                   | —                   | —                   | 61                  | —                   | —                          |
| 1999 | Metalhead - Lançamento: 9 de novembro - Gravadora: SPV/Steamhammer           | —                   | —                   | —                   | —                   | —                   | —                   | —                   | —                   | 40                  | —                   | —                          |
| 2001 | Killing Ground - Lançamento: 25 de setembro - Gravadora: SPV/Steamhammer     | —                   | —                   | —                   | —                   | 141                 | —                   | —                   | —                   | 26                  | —                   | —                          |
| 2004 | Lionheart - Lançamento: 28 de setembro - Gravadora: SPV/Steamhammer          | —                   | —                   | 57                  | 62                  | 103                 | —                   | —                   | 44                  | 44                  | —                   | —                          |
| 2007 | The Inner Sanctum - Lançamento: 5 de março - Gravadora: SPV/Steamhammer      | —                   | 102                 | 39                  | 89                  | 138                 | —                   | —                   | —                   | 36                  | 162                 | —                          |
| 2009 | Into the Labyrinth - Lançamento: 9 de janeiro - Gravadora: SPV/Steamhammer   | —                   | 119                 | 33                  | 61                  | 87                  | 83                  | 53                  | —                   | 23                  | 232                 | —                          |
| 2011 | Call to Arms - Lançamento: 3 de junho - Gravadora: Militia Guard, UDR/EMI    | —                   | 112                 | 19                  | 37                  | —                   | —                   | 55                  | —                   | 18                  | —                   | —                          |
| 2013 | Sacrifice - Lançamento: 1 de março - Gravadora: UDR Music, EMI               | —                   | 87                  | 15                  | 51                  | 61                  | —                   | 54                  | —                   | 14                  | —                   | —                          |
| 2015 | Battering Ram - Lançamento: 16 de outubro - Gravadora: UDR Music, EMI        | —                   | 50                  | 13                  | 21                  | 66                  | —                   | 34                  | —                   | 12                  | —                   | —                          |
|      |                                                                              |                     |                     |                     |                     |                     |                     |                     |                     |                     |                     |                            |

| Ano  | Álbum              | Posição nas paradas | Posição nas paradas  | Posição nas paradas |
| Ano  | Álbum              | Top Heatseekers     | UK Rock Albums Chart | Media Markt         |
| ---- | ------------------ | ------------------- | -------------------- | ------------------- |
| 2007 | The Inner Sanctum  | —                   | 4                    | —                   |
| 2009 | Into the Labyrinth | 29                  | 6                    | 8                   |
| 2011 | Call to Arms       | 51                  | 6                    | —                   |
| 2013 | Sacrifice          | 8                   | —                    | —                   |

## Álbuns ao vivo
| Ano  | Álbum                                                                                            | Posições nas paradas | Posições nas paradas | Posições nas paradas | Posições nas paradas | Certificações |
| Ano  | Álbum                                                                                            | RU                   | SUE                  | HOL                  | ALE                  | Certificações |
| ---- | ------------------------------------------------------------------------------------------------ | -------------------- | -------------------- | -------------------- | -------------------- | ------------- |
| 1982 | The Eagle Has Landed - Lançamento: maio - Gravadora: Carrere                                     | 5                    | 30                   | 32                   | -                    | Prata 60.000  |
| 1989 | Rock 'n' Roll Gypsies - Lançamento: novembro - Gravadora: Roadrunner, Enigma                     | -                    | -                    | -                    | -                    | —             |
| 1990 | Greatest Hits Live - Lançamento: _ - Gravadora: Castle                                           | -                    | -                    | -                    | -                    | —             |
| 1996 | The Eagle Has Landed II - Lançamento: 14 de julho - Gravadora: Virgin/CBH                        | -                    | -                    | -                    | -                    | —             |
| 1999 | BBC Sessions/Live at Reading - Lançamento: 3 de Novembro - Gravadora: EMI                        | -                    | -                    | -                    | -                    | —             |
| 2006 | The Eagle Has Landed III - Lançamento: 2 de junho - Gravadora: SPV/Steamhammer                   | -                    | -                    | -                    | -                    | —             |
| 2012 | Heavy Metal Thunder - Live: Eagles Over Wacken - Lançamento: 21 de meio - Gravadora: UDR Music   | -                    | -                    | -                    | 52                   | —             |
| 2014 | St. George's Day Sacrifice - Live in Manchester - Lançamento: 14 de março - Gravadora: UDR Music | -                    | -                    | -                    | -                    | —             |

## EPs
| Abo  | Título                | Gravadora            |
| ---- | --------------------- | -------------------- |
| 1985 | Back on the Streets   | EMI Music            |
| 1986 | Waiting for the Night | EMI Music/Parlophone |
| 1998 | Altar of the Eagles   | Independente         |

## Compilações
| Ano  | Álbum                              | Gravadora                       | RU |
| ---- | ---------------------------------- | ------------------------------- | -- |
| 1984 | Greatest Hits                      | Carrere Records                 | -  |
| 1992 | Anthology                          | Castle Music                    | -  |
| 1994 | The Best of Saxon                  | Caroline Distribution           | -  |
| 1997 | A Collection of Metal              | EMI Music                       | -  |
| 2000 | Burrn! Presents Best of Saxon      | EMI Music                       | -  |
| 2000 | Diamonds and Nuggets               | Angel Air Records               | -  |
| 2001 | Rock Champions                     | EMI Music                       | -  |
| 2002 | Coming to the Rescue               | Snapper Records                 | -  |
| 2002 | The Early Years of Saxon           | ZYX Records                     | -  |
| 2002 | Heavy Metal Thunder                | SPV/Steamhammer Records         | -  |
| 2007 | The Very Best of Saxon (1979-1988) | EMI Music                       | 32 |
| 2007 | Masters of Rock                    | Caroline Distribution/EMI Music | -  |
| 2013 | Unplugged and Strung Up            | UDR Records                     | –  |

## Box sets
| Ano  | Título                                                                        | Detalhes |
| ---- | ----------------------------------------------------------------------------- | --- |
| 2012 | Carrere Years (1979-1984) - Lançamento: 24 de abril - Gravadora: EMI Import   | Composto por quatro discos, contém material de seus sete primeiros álbuns sob o selo Carrere, mais algumas faixas extras                        |
| 2012 | EMI Years (1985-1988) - Lançamento: 19 de junho - Gravadora: 101 Distribution | Composto por quatro discos, contém material de seus três álbuns sob o selo EMI, mais algumas versões ao vivo da tour de "Innocence Tour" (1985) |

## Vídeos
| Ano  | Álbum                                          | Formato              | Gravadora               | ALE |
| ---- | ---------------------------------------------- | -------------------- | ----------------------- | --- |
| 1983 | Live in Notthingham, UK                        | VHS                  | PolyGram                | -   |
| 1985 | Live Innocence!                                | VHS                  | EMI Music               | -   |
| 1989 | Greatest Hits Live                             | VHS                  | Castle Comunications    | -   |
| 1990 | Power & the Glory - The Video Anthology        | VHS                  | EMI Music               | -   |
| 2002 | Classic Rock Legends                           | DVD                  | SPV Records             | -   |
| 2003 | Live Innocence/The Power and the Glory         | DVD                  | EMI Music               | -   |
| 2003 | The Saxon Chronicles                           | DVD                  | SPV/Steamhammer Records | 73  |
| 2007 | To Hell and Back Again                         | DVD                  | SPV Records             | -   |
| 2012 | Heavy Metal Thunder - Live: Eagles Over Wacken | DVD/Download digital | Militia Guard           | -   |

## Documentários
| Ano  | Título                          | Formato | Gravadora            | UK Music DVD Charts |
| ---- | ------------------------------- | ------- | -------------------- | ------------------- |
| 2011 | Heavy Metal Thunder - The Movie | DVD     | Coolhead Productions | 3                   |

## Videoclipes
| Ano  | Título                             | Álbum                  | Diretor/es                           |
| ---- | ---------------------------------- | ---------------------- | ------------------------------------ |
| 1980 | "Suzie Hold On"                    | Wheels of Steel        | desconhecido                         |
| 1980 | "Strong Arm of the Law"            | Strong Arm of the Law  | desconhecido                         |
| 1981 | "Denim and Leather"                | Denim and Leather      | desconhecido                         |
| 1983 | "Power and the Glory"              | Power and the Glory    | James Scott                          |
| 1985 | "Back on the Streets"              | Innocence Is No Excuse | Chris Gabrin                         |
| 1985 | "Rockin Again"                     | Innocence Is No Excuse | Chris Gabrin                         |
| 1986 | "Rock the Nation"                  | Rock the Nations       | desconhecido                         |
| 1986 | "Waiting for the Night"            | Rock the Nations       | desconhecido                         |
| 1988 | "Ride Like the Wind"               | Destiny                | desconhecido                         |
| 1988 | "I Can't Wait Anymore"             | Destiny                | desconhecido                         |
| 2001 | "Killing Ground"                   | Killing Ground         | desconhecido                         |
| 2004 | "Beyond the Grave"                 | Lionheart              | Ronald Matthes                       |
| 2007 | "If I Was You"                     | The Inner Sanctum      | Peter "Biff" Byford y Ronald Matthes |
| 2007 | "I've Got to Rock (to Stay Alive)" | The Inner Sanctum      | Roax Films                           |
| 2007 | "Let Me Feel Your Power"           | The Inner Sanctum      | Biff Byford y Ronald Matthes         |
| 2008 | "Live to Rock"                     | Into the Labyrinth     | Bill Schacht                         |
| 2011 | "Hammer of the Gods"               | Call to Arms           | Biff Byford                          |
| 2011 | "Call to Arms (versión orquestal)" | Call to Arms           | Biff Byford                          |
| 2013 | "Sacrifice"                        | Sacrifice              | desconhecido                         |

## Singles
| Ano  | Single                             | Álbum                  | RU | CHE |
| ---- | ---------------------------------- | ---------------------- | -- | --- |
| 1979 | "Big Teaser"                       | Saxon                  | 66 | -   |
| 1979 | "Backs to the Wall"                | Saxon                  | 64 | -   |
| 1980 | "Wheels of Steel"                  | Wheels of Steel        | 20 | -   |
| 1980 | "747 (Strangers in the Night)"     | Wheels of Steel        | 13 | -   |
| 1980 | "Suzie Hold On"                    | Wheels of Steel        | -  | -   |
| 1980 | "Strong Arm of the Law"            | Strong Arm of the Law  | 63 | -   |
| 1981 | "And the Bands Played On"          | Denim and Leather      | 12 | -   |
| 1981 | "Never Surrender"                  | Denim and Leather      | 18 | -   |
| 1981 | "Princess of the Night"            | Denim and Leather      | 57 | -   |
| 1983 | "Power and the Glory"              | Power & the Glory      | 32 | -   |
| 1983 | "Nightmare"                        | Power & the Glory      | 50 | -   |
| 1984 | "Sailing to America"               | Crusader               | 81 | -   |
| 1984 | "Do It All For You"                | Crusader               | -  | -   |
| 1985 | "Back on the Streets"              | Innocence Is No Excuse | 75 | -   |
| 1985 | "Broken Heroes"                    | Innocence Is No Excuse | -  | -   |
| 1985 | "Rock 'n' Roll Gypsy"              | Innocence Is No Excuse | 72 | -   |
| 1986 | "Waiting for the Night"            | Rock the Nations       | 66 | -   |
| 1986 | "Rock the Nations"                 | Rock the Nations       | 80 | -   |
| 1986 | "Northern Lady"                    | Rock the Nations       | 91 | -   |
| 1988 | "Ride Like the Wind"               | Destiny                | 52 | -   |
| 1988 | "I Can't Wait Anymore"             | Destiny                | 71 | -   |
| 1990 | "Requiem (We Will Remember)"       | Solid Ball of Rock     | -  | -   |
| 1992 | "Iron Wheels"                      | Forever Free           | -  | -   |
| 1993 | "Dogs of War"                      | Dogs of War            | -  | -   |
| 1997 | "Absent Friends"                   | Unleash the Beast      | -  | -   |
| 2004 | "Beyond the Grave"                 | Lionheart              | -  | -   |
| 2007 | "If I Was You"                     | The Inner Sanctum      | -  | -   |
| 2007 | "I've Got to Rock (to Stay Alive)" | The Inner Sanctum      | -  | -   |
| 2008 | "Live to Rock"                     | Into the Labyrinth     | -  | 6   |
| 2011 | "Hammer of the Gods"               | Call to Arms           | -  | -   |